# 情報7daysニュースキャスター
『情報7daysニュースキャスター』（じょうほうセブンデイズ ニュースキャスター）は、TBS系列（JNN）で2008年10月4日から毎週土曜日の22:00 - 23:24（JST）に生放送されている報道・情報番組。通称は「ニュースキャスター」（新聞番組表でもこの通称でクレジットされている）で、略称は「Nキャス」（エヌキャス）。

## 概要
1991年から17年半続いた『ブロードキャスター』が2008年9月20日をもって終了し、それに替わるTBSテレビの土曜夜の情報番組としてスタート。現在は脚本家の三谷幸喜とTBSアナウンサーの安住紳一郎がMCとなって出演している。
放送はTBS放送センターのAスタジオから生放送されている。
番組コンセプトは「三谷幸喜＆安住紳一郎アナが１週間の事件・事故・政治・経済・芸能・スポーツを生放送で総まとめ！独自潜入取材〜感動の密着まで…いま見つめます」。

## 番組史

### 放送開始から2014年3月まで
『ブロキャス』が終了することが決まった当初は後継番組を本番組ではなく、バラエティ番組に衣替えすることも検討されていたが、出演者を最小限に抑えつつ、結果は『ブロキャス』の情報路線を引き継ぐことになった。しかし内容自体は真面目なものの、フリージャーナリストという立ち位置の設定で出演していたビートたけしによるネタ的なトークや話題も随所に見られ、バラエティ的な要素の混じった情報番組となっていた。なお、『ブロキャス』は単なる同時間帯の前番組ではなく、直接的な前身番組で本番組はそのリニューアル版であることが2019年4月27日放送の拡大版で明言されている。

### 2014年4月から2022年3月まで
2014年4月5日から番組タイトルを『情報7daysニュースキャスター』から『新・情報7daysニュースキャスター』へ改題し、タイトルロゴやスタジオセット、テーマ曲等がリニューアルされた。
2015年10月10日よりステレオ放送を実施。
2020年10月10日より、本番組終了直後の23:24 - 23:30に関東地区のみでミニ番組『新井恵理那のWeatherニュースキャスター』が放送開始された。翌日以降の関東地方の天気予報と季節の話題を紹介した後、後続番組となる『人生最高レストラン』の予告VTRを流す内容で、出演者は天気キャスターの新井のみとなっている（本番組時と同じく赤坂サカスから中継で出演）。合成されるテロップはSmart Newsをモチーフにしたものとなっているほか、オープニングでのシンボルマークは『ニュースキャスター』と似ているが、「N」が回転し「W」に変わるもの。

#### ビートたけしが番組降板へ
2021年12月14日掲載の『NEWSポストセブン』の記事を通じて、たけしが2022年3月末をもって本番組を降板することが明らかになった。その後、TBSテレビは同日夜に来年3月末でたけしが降板することを正式に発表した。
たけしの最終出演となった2022年3月19日の放送は21:00 - 23:18の拡大版となり、21時台には番組開始から13年半のたけしの名場面集などの特別企画も放送された。エンディングでは13年半をハイライト映像で振り返りながら番組側からのメッセージを放送。その後、たけしから挨拶が述べられ、周囲の拍手の中で番組を締め括った。

### 2022年4月以降
2022年4月2日からたけしの後任として脚本家の三谷幸喜が総合司会に就任し、これに伴いタイトルが「新・」を省いた『情報7daysニュースキャスター』に戻され、タイトルロゴ、スタジオセット、テーマ曲等がリニューアルされた。三谷にとっては本番組がテレビの初レギュラー番組となる。
2023年5月末をもって新井が産休に入ることから『新井恵理那のWeatherニュースキャスター』は翌月から内容そのままに冠を取り払った『Weatherニュースキャスター』となり、新井の後任として中川絵美里が天気キャスターに就任した。
2024年4月より『いくらかわかる金?〜世の中なんでもHOWマッチ〜』（21:00 - 21:56）の放送開始に伴い、番組終了後これまで10秒だった番組内容の紹介映像が2分に延長された。

## 出演者

### MC
- 総合司会：三谷幸喜（脚本家、2022年4月 - ）[13]
- 安住紳一郎（TBSアナウンサー）

### コメンテーター
女性コメンテーター(いずれも不定期出演)
- 湯山玲子（著述家・日本大学芸術学部講師）
- 菊間千乃（弁護士・元フジテレビアナウンサー、2019年6月 - ）

- 豊田祐基子（ロイター通信日本支局長、2025年3月 - ）

- 中室牧子（慶應義塾大学教授・経済学者、2025年4月 - ）

ほか
男性コメンテーター(いずれも不定期出演)
- 池谷裕二（東京大学薬学部教授・脳科学者、2014年9月 - ）
- 伊沢拓司（Quizknock編集長 2021年1月 - ）
- 山崎晴太郎（クリエイティブ・ディレクター、2022年6月 - ）
- エミン・ユルマズ（エコノミスト、2024年10月 - ）
- 野村修也（弁護士・中央大学法科大学院教授、2025年2月 - ）

ほか

### 天気キャスター
- 中川絵美里（2023年6月 - ）

### ナレーター
- 垂木勉（2014年4月5日 - ）
- 津田健次郎（2020年12月26日 、2021年1月30日 - ）
- 平井啓二（2022年2月 - ）
- 吉川未来（2022年4月2日 - ）

## 過去の出演者
| 期間                                                          | 期間      | MC                              | MC           | コメンテーター     | コメンテーター | 天気キャスター |
| 期間                                                          | 期間      | フリージャーナリスト ↓ 総合司会 | アナウンサー | 女性               | 男性           | 天気キャスター |
| ------------------------------------------------------------- | --------- | ------------------------------- | ------------ | ------------------ | -------------- | -------------- |
| 2008.10.4                                                     | 2009.3.28 | ビートたけし                    | 安住紳一郎   | 渡辺えり           | 齋藤孝         | 松本あゆ美     |
| 2009.4.11                                                     | 2012.6.30 | ビートたけし                    | 安住紳一郎   | 三雲孝江1 渡辺えり | 齋藤孝         | 松本あゆ美     |
| 2012.7.7                                                      | 2013.3.23 | ビートたけし                    | 安住紳一郎   | 三雲孝江1 渡辺えり | 齋藤孝         | 玉木碧         |
| 2013.4.6                                                      | 2014.3.15 | ビートたけし                    | 安住紳一郎   | 三雲孝江           | 齋藤孝2 ゲスト | 玉木碧         |
| 2014.4.5                                                      | 2022.3.19 | ビートたけし                    | 安住紳一郎   | （週替わり）       | （週替わり）   | 新井恵理那     |
| 2022.4.2                                                      | 2023.5.27 | 三谷幸喜                        | 安住紳一郎   | （週替わり）       | （週替わり）   | 新井恵理那     |
| 2023.6.3                                                      | 現在      | 三谷幸喜                        | 安住紳一郎   | （週替わり）       | （週替わり）   | 中川絵美里     |
| - 1 2009年1月から同年3月まで不定期で出演。 - 2 不定期で出演。 |           |                                 |              |                    |                |                |

MC
- フリージャーナリスト：ビートたけし (2008年10月4日 - 2022年3月19日)
  - 降板後の2023年11月18日にVTRインタビューという形式で約1年半ぶりに出演した。

女性コメンテーター
- 渡辺えり (女優、2008年10月 - 2013年3月)
- 三雲孝江（フリーアナウンサー・元TBSアナウンサー、2009年1月 - 2024年12月）[14]
- 福本容子（毎日新聞論説委員）
- ケイコ・ハギハラ・バン（メディア・グループバンシンガポールCEO）
- 小野由美子（ウォール・ストリート・ジャーナル日本版編集長）
- 山口真由（ニューヨーク州弁護士）
- 満倉靖恵（慶應義塾大学理工学部システムデザイン工学科教授、2023年4月 - 2025年2月）

男性コメンテーター
- 齋藤孝（明治大学文学部教授、2008年10月 - 2020年12月）
- ピーター・ランダース（ウォール・ストリート・ジャーナル東京支局長、2014年4月 - 2024年11月）
- 浅田彰（思想家・京都造形芸術大学教授）
- 瀧本哲史（京都大学客員准教授）
- 町山智浩（映画評論家・コラムニスト）
- 古田敦也（野球解説者）
- 為末大（スポーツコメンテーター）
- 鴻上尚史（劇作家・演出家）
- 藤原帰一（東京大学大学院教授）
- 天野篤（外科医・順天堂大学医学部教授）
- 原田曜平（博報堂若者研究所リーダー）
- 堤伸輔（新潮社学芸出版部編集委員）
- 西内啓（統計分析家）

天気キャスター
- 松本あゆ美 (2008年10月4日 - 2012年6月30日)
- 玉木碧 (2012年7月7日 - 2014年3月15日)
- 新井恵理那（2014年4月5日 - 2023年5月27日[注 3]）

Nキャス記者
- 法亢順（2013年4月6日 - 2014年3月15日）
- 矢野大亮（2014年4月5日 - 2016年4月2日）

ナレーター
- 永井一郎（2008年10月4日 - 2014年1月25日）[15]
- 渡辺美佐（2008年10月4日 - 2014年3月15日）
- 掛川裕彦（2008年10月4日 - 2014年3月15日）
- 平野義和（2008年10月4日 - 2014年3月15日）
- 真地勇志（2014年4月5日 - 2021年1月23日 、2021年2月27日 - 2022年1月頃[16]）
- 住友七絵（2014年4月5日 - 2022年3月19日）

## コーナー

### 現在
- 7DAYS REPORTS（2014年4月5日 - ）
- 特集
- FOCUS：（2022年4月2日 - ）
- ニュースワードランキング（2014年4月5日 - ）

急上昇ワードを検索数順に20位から1位までを発表、その中からピックアップしてVTRで紹介する。
- JNN NEWS
- 天気予報

### 過去
ビートたけしのオープニングトーク（2008年10月4日 - 2014年3月15日）
1週間の様々な出来事やニュースの中で、たけし自身が気になった出来事から安住とボードでトークを展開していた。また、その出来事をテーマにかつて日本テレビ系列『天才・たけしの元気が出るテレビ!!』で行っていた「たけしメモ」（「こんな○○はイヤだ」のほか、「○○のここが素晴らしい」といったほめ殺し企画など）のような企画を行った。
今週のNEWS 7days（2008年10月4日 - 2014年3月15日）
ビートたけし編集長 Presents「週間実は…!」（2008年10月4日 - 2014年3月15日）
『ブロキャス』の「お父さんのためのワイドショー講座」に当たる芸能ニュースコーナー。タイトルは『週刊実話』のパロディ。途中、事情通のトークと三面記事新聞を挟む。
今週の事情通（2008年10月4日 - 2014年3月15日）
その日に放送する芸能ニュースの中から1本（まれに2本の場合もある）をピックアップして「事情通」を名乗る人物（扮装をしたたけし）が登場し、裏話を暴露する。初期は「明らかにたけしが扮している事が窺えるものの、すりガラスで顔を完全に隠し、内容も本当にその事情に通じていた」が、その後は「あまり顔を隠さず、内容も芸能ニュースネタから脱線した話（事情通に関すること）」が展開されていた。
このコーナーは事前収録となっていたが、2022年3月19日のたけし卒業スペシャルにおいて、裏話として、オンエア当日の20時頃より収録し、その後オンエアに間に合うようスタッフが急ピッチで編集していたことが明かされた。
たけしの三面記事新聞（2008年10月4日 - 2014年3月15日）
巨大ボードを使い、その週の芸能ニュースに関連した話題を肴に、たけしがトークを展開する。初期は実際に芸能ニュースに関連した話題だったが、その後はニュースとは関係ない話題が多くなり、主にたけし自身・軍団員・先輩・著名人のエピソードトークや「○○を中国語表記してみたら（と称して中国語風に日本語の漢字を羅列する）」などが多かった。安住が回転ボードを回す際、糸で吊るされた何かが落下してきてたけしが頭をぶつけることが恒例になっていた（通称：落ちもの）。
2013年2月に『TBS情報7daysニュースキャスター ビートたけしの幸せ三面記事新聞』（ビートたけし著、ロッキング・オン、ISBN 978-4860521141）として書籍化された。
たけし's シンクタンクの日本は元気!（2008年10月4日 - 2009年3月28日）
「不景気」と言われながらも、今活躍の場を広げている企業や個人を取り上げるコーナー。
一目でわかる! ビジュアル算（2008年10月4日 - 2009年3月28日）
ニュースなどで使われる「数字」に注目し、この数字を視覚的にわかりやすく伝えるコーナー。
NEWS勘定奉行がゆく!（2008年10月4日 - 2009年3月28日）
ニュースで話題となった出来事を「金額」で斬るコーナー。
プロフェッショナル・アイ -PROFESSIONAL EYE-（2008年10月18日 - 2009年9月）
タイトルの通り、プロの目線・視点から見える光景・景色から、その仕事を紹介していく。
今週の一番（2009年3月14日 - 2011年3月5日）
エンディングの企画。その週のニュースの主役や注目した内容を相撲の一番になぞらえて、たけしが面白い決まり手で締めるエンディングのコーナー。「一番」のほかに「今週の一句」「今週の小噺」となったこともあった。
今週の列島リレーニュース（2013年3月23日 - 2014年3月15日）
JNN系列各局の女性アナウンサーや報道記者（カメラマンも含む）が、各局の放送エリアで行われた地域イベントや伝統行事などを取材し紹介するコーナー。
Nキャスが聞く!（2013年3月23日 - 2014年3月15日）
「今週のNEWS 7days」又は「週間実は…!」で扱われる話題に因んだ複数選択肢（2〜4択）があるアンケートを視聴者に出題し、番組HP（PC・スマートフォン）や連動データ放送 から回答してもらうコーナー。
お父さん世代に送る芸能袋とじ（時期不明 - 2014年3月）
不定期で放送されるコーナー。芸能ニュースの中から、若者世代に今注目されている人物やグループについて詳しく説明するコーナー。
ビートたけしの刮目NEWS（2014年4月5日 - 2020年9月26日）
「7DAYS REPORTS」の内包コーナーとして放送。たけしが一番気になったニュースや話題から安住・コメンテーター陣とテーブルに設置されているタブレット（コーナーが始まるとたけしがタブレットを起こす）でトークを展開していく。
2017年9月9日は、たけしが当日裏番組となった長時間特番の総合司会担当 及びベネチア国際映画祭出席に伴う現地滞在などの理由で欠席したため、コメンテーターの池谷裕二が『池谷裕二の脳科学NEWS』を行った。
ビートたけしの2度見NEWS（2020年10月10日 - 2022年3月19日）
こちらはタブレットがフリップに変わっており、テーブルの下に格納されている（ボタンを押すとフリップが昇降する）。

## テーマ曲
| 期間                          | 番組テーマ曲(オープニング)          | エンディング                            |
| ----------------------------- | ----------------------------------- | --------------------------------------- |
| 2008年10月4日 - 2010年3月20日 | コーニッシュ 「Look hard」          | 小田和正 「生まれ来る子供たちのために」 |
| 2010年4月10日 - 2012年6月30日 | コーニッシュ 「Look hard」          | （オープニングのピアノ調アレンジ版）    |
| 2012年7月7日 - 2014年3月15日  | 鈴木ヤスヨシ・山本清香 「キヲク。」 | （オープニングのピアノ調アレンジ版）    |
| 2014年4月5日 - 2022年3月19日  | コーニッシュ 「CLIFF」              | コーニッシュ 「CLIFF」                  |
| 2022年4月2日 - 現在           | 大嵜慶子 「エルデ」                 | （オープニングのピアノ調アレンジ版）    |

## ネット局と放送時間
| 放送対象地域   | 放送局                    | 系列    | 放送時間                 | ネット状況                |
| -------------- | ------------------------- | ------- | ------------------------ | ------------------------- |
| 関東広域圏     | TBSテレビ（TBS）          | TBS系列 | 土曜 22時00分 - 23時24分 | 【制作局】                |
| 北海道         | 北海道放送（HBC）         | TBS系列 | 土曜 22時00分 - 23時24分 | 同時ネット（JNN協定発動） |
| 青森県         | 青森テレビ（ATV）         | TBS系列 | 土曜 22時00分 - 23時24分 | 同時ネット（JNN協定発動） |
| 岩手県         | IBC岩手放送（IBC）        | TBS系列 | 土曜 22時00分 - 23時24分 | 同時ネット（JNN協定発動） |
| 宮城県         | 東北放送（tbc）           | TBS系列 | 土曜 22時00分 - 23時24分 | 同時ネット（JNN協定発動） |
| 山形県         | テレビユー山形（TUY）     | TBS系列 | 土曜 22時00分 - 23時24分 | 同時ネット（JNN協定発動） |
| 福島県         | テレビユー福島（TUF）     | TBS系列 | 土曜 22時00分 - 23時24分 | 同時ネット（JNN協定発動） |
| 山梨県         | テレビ山梨（UTY）         | TBS系列 | 土曜 22時00分 - 23時24分 | 同時ネット（JNN協定発動） |
| 長野県         | 信越放送（SBC）           | TBS系列 | 土曜 22時00分 - 23時24分 | 同時ネット（JNN協定発動） |
| 新潟県         | 新潟放送（BSN）           | TBS系列 | 土曜 22時00分 - 23時24分 | 同時ネット（JNN協定発動） |
| 静岡県         | 静岡放送（SBS）           | TBS系列 | 土曜 22時00分 - 23時24分 | 同時ネット（JNN協定発動） |
| 富山県         | チューリップテレビ（TUT） | TBS系列 | 土曜 22時00分 - 23時24分 | 同時ネット（JNN協定発動） |
| 石川県         | 北陸放送（MRO）           | TBS系列 | 土曜 22時00分 - 23時24分 | 同時ネット（JNN協定発動） |
| 中京広域圏     | CBCテレビ（CBC）          | TBS系列 | 土曜 22時00分 - 23時24分 | 同時ネット（JNN協定発動） |
| 近畿広域圏     | 毎日放送（MBS）           | TBS系列 | 土曜 22時00分 - 23時24分 | 同時ネット（JNN協定発動） |
| 鳥取県・島根県 | 山陰放送（BSS）           | TBS系列 | 土曜 22時00分 - 23時24分 | 同時ネット（JNN協定発動） |
| 岡山県・香川県 | RSK山陽放送（RSK）        | TBS系列 | 土曜 22時00分 - 23時24分 | 同時ネット（JNN協定発動） |
| 広島県         | 中国放送（RCC）           | TBS系列 | 土曜 22時00分 - 23時24分 | 同時ネット（JNN協定発動） |
| 山口県         | テレビ山口（tys）         | TBS系列 | 土曜 22時00分 - 23時24分 | 同時ネット（JNN協定発動） |
| 愛媛県         | あいテレビ（itv）         | TBS系列 | 土曜 22時00分 - 23時24分 | 同時ネット（JNN協定発動） |
| 高知県         | テレビ高知（KUTV）        | TBS系列 | 土曜 22時00分 - 23時24分 | 同時ネット（JNN協定発動） |
| 福岡県         | RKB毎日放送（RKB）        | TBS系列 | 土曜 22時00分 - 23時24分 | 同時ネット（JNN協定発動） |
| 長崎県         | 長崎放送（NBC）           | TBS系列 | 土曜 22時00分 - 23時24分 | 同時ネット（JNN協定発動） |
| 熊本県         | 熊本放送（RKK）           | TBS系列 | 土曜 22時00分 - 23時24分 | 同時ネット（JNN協定発動） |
| 大分県         | 大分放送（OBS）           | TBS系列 | 土曜 22時00分 - 23時24分 | 同時ネット（JNN協定発動） |
| 宮崎県         | 宮崎放送（MRT）           | TBS系列 | 土曜 22時00分 - 23時24分 | 同時ネット（JNN協定発動） |
| 鹿児島県       | 南日本放送（MBC）         | TBS系列 | 土曜 22時00分 - 23時24分 | 同時ネット（JNN協定発動） |
| 沖縄県         | 琉球放送（RBC）           | TBS系列 | 土曜 22時00分 - 23時24分 | 同時ネット（JNN協定発動） |

## スタッフ（2025年7月現在）
- 構成：中村益雄、長谷川勉、今村クニト、佐藤雄介、小林正和、落合悠貴（佐藤→2021年10月2日 - 、落合→2022年4月2日 - ）
- TM：八木真一郎
- TP：汐田圭一
- TD：横田研一、饗庭慶子、喜友名邦裕（横田・喜友名→以前はカメラ担当回があった、饗庭→一時離脱►復帰、カメラ担当回あり）【週替り】
- VE：河本崇、對間敏文、池田麻鈴、松吉英明【週替り】
- カメラ：徳武正裕、村松宏樹【週替り】
- 音声：小岩英樹、佐藤達也、深田瑠美子【週替り】
- 照明：遠藤和俊（一時離脱►復帰）
- 美術プロデューサー：清水久（以前は美術制作→美術）
- 美術デザイナー：勝藤俊則
- 美術ディレクター：町山充洋（以前は美術制作）
- 装置：藤満達郎
- 操作：多田亜希子
- 電飾：入江智喜
- メカシステム：庄子泰広
- 装飾：篠原直樹
- 化粧：佐伯海帆
- CG：岩屋朝仁
- 音響効果：阿部宰、赤津裕明
- 選曲：CUEVO
- TK：飛田亜也[23]
- 番組宣伝：小山陽介
- 編成：福間寛子、中野翔貴
- リサーチ：CRAFTLAB
- 技術協力：TBS ACT[24]（2021年4月3日 - ）
- 制作協力：TBS SPARKLE[25]（2019年1月5日 - ）、ディレクターズ東京（不定期）
- デスク：佐藤真琴（2022年6月11日 - ）
- アシスタントディレクター[26]：井上瑞穂、岡田龍風、河合里枝子、炭田尚子、土屋真生、福田真由子【毎週】、高田将光、笛木恵介（笛木→以前は毎週）、角山未夏、雪竹涼花、石井葉奈、石橋詩、遠藤優里、金田萌花、佐藤理央、下條愛菜、杉山経、杉山凛菜、半田莉菜、細川大輔、廉琇閔【週替り】
- アシスタント/ディレクター：前田耕太郎【週替り、回によって異なる】
- ディレクター：荒井真奈美、大崎貴史（大崎→以前はコーナーディレクター）、小渕幸秀、籠島蓮、小瀧稜介、齋藤崇爾、武田かい、野方千裕、原田正幸（原田→以前はチーフディレクター）、星野真輝、森川廣太郎、山田彩加【毎週】、大西美穂、北島菜津季（北島→一時離脱►復帰）、渡辺直華、飯泉雅子、長嶋すみれ、小野﨑優太、倉田倫直、大西翼、青木佑可、井手くるみ、松原涼斗（井手・松原→以前はアシスタントディレクター）、山下優貴、西野隼人（西野→一時離脱►復帰）、田中祐輝、松村楓【週替り】
- AP：長谷川三芳、長嶋聖[27] /原田康弘、深瀬知里
- チーフディレクター：大嶋清広、北澤貴保、大家幸子、滝口佳祐、寺西卓也（大嶋・大家・滝口・寺西→以前はディレクター）
- 演出：古賀淳也（以前はチーフディレクター→一時離脱→復帰）
- 総合演出：竹田有加里（以前はディレクター→チーフディレクター）
- プロデューサー：吉永早織（2025年7月5日 - ）、大矢慎吾（2025年4月4日 -、以前はチーフディレクター→総合演出→総合演出/プロデューサー）、大浦剛（2024年4月20日 - ）
- 制作：遠藤千鶴子
- チーフプロデューサー：矢野翔太郎（2025年7月5日 -、以前はディレクター→2022年7月2日 - 2025年6月28日はプロデューサー）
- 制作：TBSテレビ情報制作局情報三部
- 製作著作：TBS

### 過去のスタッフ
- 構成：張眞英、岩佐真吾、佐藤公彦、タムケン、相川真紀、竹田慎、谷口欽也、菊池裕一 / 北本かつら
- ブレーン：〆さばアタル、アル北郷（共に一時離脱時期あり）
- TM：金澤健一、山下直（山下→以前はTD担当）
- TP：大森隆晴
- TD：寺尾昭彦、山根卓也、米山亨
- VE：島貫洋、佐藤公幸、長谷川雄祐、鈴木昭平、三上茉梨、愛川楓丈、柿崎祐人、宮本民雄、平子勝隆、高橋康弘（高橋→一時離脱►復帰）、木野内洋
- カメラ：上村信夫、齊藤美由紀、髙濱成生
- 音声：坂井健志、高岡崇靖、平井郁雄、朝日拓郎、小山太、小澤義春、池田千廣、清宮拓、和田良介、浜崎健
- 照明：高橋章、紺野淳一、鈴木英敬（鈴木→一時離脱►復帰）
- 美術プロデューサー：相野道生、中西忠司（中西→以前は美術デザイナー兼務）
- 美術デザイナー：中村嘉邦、寒友哉
- 装置：尻無浜宏人、荷田豊、渡辺恵司
- 特殊装置：朝熊智浩
- 装飾：田村健治
- 電飾：西田和正
- ヘアメイク：有馬妙美
- 化粧：城所とも美、荒川留美、久木田梨花（久木田→一時離脱時期あり）、三田彩聖、川原悠希、馬場景子（馬場→2024年2月24日・3月2日）
- ビジュアルクリエーター：薗部健
- 編集・MA：エフエフ東放、プロカム
- 選曲：エヌ・エス・エル
- 編成：山田康裕、福士洋通、宮尾毅、高橋務、上田学、杉本篤[28]、矢野大亮[29]（以前はプロデューサー→一時離脱時期あり）、吉田健一、松岡洋太、三浦萌、後藤大希
- 音響効果：伊藤誠、加藤博紀、西方裕弥
- 制作協力：KIMMY'S AHEAD、LUCAS、Mylodon、マイ・プラン、Sp!ce Factory
- マネージメント：疋田智
- コーナーディレクター：折田俊一郎、藤田幸伸、平尾直志、森多佳子、市川大作、秋山健太、安部彰造、小栗涼、柿本翼、神戸謙太郎、坂田和隆、高橋麻樹、武本修、山口博之、間瀬雄亮、田邊裕之、西村政志、西村勇哉、村上正和、森田重雄、横伝輝信、渡辺尊光
- コーナープロデューサー：菅谷敬、富澤正義、佐々木貴幸、壁谷政彦
- AP：鎌倉昭夫、斯波豊、大木奈緒子 /瀬川郷守
- アシスタントディレクター：笹木亜香里、チョウイイ、光永万結子、石田ちひろ、杉原沙弥、鶴田みのり、戸村柚紀、中本星亜、二ノ宮綾香、長谷川こころ、盛岡泰地
- ディレクター：イシイ圭、諏訪陽介、藤島浩司、堀だいすけ、大西翼、三浦匡統、岡田豪、野間拓郎、赤羽俊哉、上原謙一、木戸口雄汰、金珉貞、駒井加奈、吉田久子、小林麻耶、清水悠介、鈴木貴大、原尉之、若狭元氣、遠藤克、小山駿、野口勝広、星野広翔、岩井宏暁、後藤弥生、田中未来、両坂省吾、吉國圭太、木村幸平、後藤彰仁、寺田莉佳子、藤沢駿、柳沢美奈実、山内尚文
- チーフディレクター：高嶋貴之、下田勝美（下田→以前はディレクター）
- プロデューサー：樋江井彰敏、中鉢功、久保雄祐、倉本拓[27]、山脇伸介、小林祥子、大野真二郎、上田淳[27]、井本隆幸[30]、渡部宗一[31]、鴨下潔[32]、松本恵介[33]、和田好充[34]
- 制作：足立信一郎、小笠原知宏
- チーフプロデューサー：須賀和晴→吉橋隆雄→荒牧克久→渡辺泰生[35]→今井仁[36]→高島美穗[37]

## 特別編成
年末年始や毎年春・秋に放送される特別番組『オールスター感謝祭』及び2011年より毎年7月頃に放送される大型音楽番組『音楽の日』の放送日と重なる場合は休止となる。また、これ以外にも稀にオリンピックやサッカー・FIFAワールドカップ、世界陸上などといった国際的なスポーツ中継により休止することもある。
2009年8月8日は、放送開始前に酒井法子が覚醒剤取締法違反容疑で逮捕され放送時間の大半をこの事件報道で占めたために、当初予定の番組内容が変更され天気予報以外のコーナーが休止となった。同じ時間帯に報道番組が組まれていなかったためこのニュースをほぼ独占で扱うこととなり、この回は番組開始以来最高の視聴率が30.4%、瞬間最高視聴率は38.8%という、異例の高視聴率（それ以前の平均視聴率は12%台）となった（ビデオリサーチ調べ、関東地区・世帯・リアルタイム）。事件後の2010年には、酒井は番組のインタビューにも応じている。なお、この日の放送の一部は2018年の10周年スペシャルでも放送されたが、酒井が十分な社会的制裁を受けたこと、既に執行猶予期間が終わり芸能界へ復帰している事を受けて実名は伏せたうえで取り上げた。
2009年8月30日に放送された第45回衆議院議員総選挙の開票特別番組『乱!総選挙2009』は、当番組と当時平日の夕方から夜にかけての時間帯で放送されていた報道番組『総力報道!THE NEWS』をベースに放送され、当番組からもたけし・安住が参加した。
2010年6月19日の放送は、山陰放送のみ20:10 - 22:40に『サッカー・2010 FIFAワールドカップ 日本×オランダ』（テレビ朝日制作）を系列外スポンサードネット扱いで同時ネットした関係で、20日0:58 - 2:22（19日深夜）に約3時間遅れの録画ネットで放送された。
2011年3月12日は前日に発生した東日本大震災（東北地方太平洋沖地震）に関するJNN報道特別番組のため休止となった。
2008年から2010年・2012年は年末に特別番組が放送されていた。
2015年12月26日は当番組の放送は無かったが、『たけし&安住が贈る!伝説の芸能60年史』と題して、TBSが開局した1955年から2015年までの世間を騒がせた芸能ニュース60年分の歴史を振り返る特別番組が放送された（セットも当番組のものを使用したが、放送自体は事前収録）。
2016年から2020年までは年内最終放送に、『新・情報7daysニュースキャスター 超豪華!芸能ニュースランキング201x決定版』と題した放送時間拡大版を放送。基本的な内容は『伝説の芸能60年史』と同じように世間を騒がせた一年の芸能ニュースを振り返るのもの。2018年以降はサブタイトルを毎年変更し、芸能以外のニュースも取り上げる形式に変更。当日が29日に関係なく最終土曜日に固定し、その年の最終放送としている。「ニュースワードランキング」を中心に通常通り「7DAYS REPORTS」、「ビートたけしの刮目NEWS」「天気予報」も放送。ただし「JNN NEWS」は割愛されている。2020年をもって廃止となった。
2018年3月24日は21:00 - 23:18に拡大スペシャルが放送された。年末以外での拡大スペシャル放送は異例である。
2018年10月27日は10月13日に放送開始から10周年を迎えたことを記念して、21:00 - 23:18に10周年記念スペシャルを放送。21時台は、番組開始から取り上げてきたニュースや「ビートたけしの刮目NEWS」の特別版として番組で起こったハプニングが紹介された。22時からは通常の編成で放送された。
2019年1月5日は「炎の体育会TV 3時間SP」は22:00まで、21:54の番組が23:18に放送する為、放送時間を6分短縮し23:18までの放送となった。
元号が平成としては最後の放送となった2019年4月27日は21:00 - 23:18の拡大版として放送したのに加え、『ブロキャス』の人気コーナーだった「お父さんのためのワイドショー講座」を平成のニュースを総決算する形で復活した。
2019年10月12日は当日日本列島に接近・上陸し、関東甲信・東北地方で記録的な豪雨となった令和元年東日本台風（台風19号）の情報を中心に放送。このため「特集」や「ビートたけしの刮目NEWS」、「ニュースワードランキング」が休止された。
2020年5月9日は前座番組の『日立 世界・ふしぎ発見!』が新型コロナウイルス感染拡大に伴う、海外渡航規制などにより急遽放送休止となったため、21:00 - 23:18に緊急拡大スペシャルとして放送。21時台の大部分を吉村洋文大阪府知事、黒岩祐治神奈川県知事、達増拓也岩手県知事、平井伸治鳥取県知事とそれぞれ中継を結び、新型コロナウイルスの感染状況や今後の出口戦略等に関する議論を放送。21:52頃からは通常の構成で放送された。
2021年2月13日は通常放送だったが、23:09頃に福島県沖地震が発生した事による情報を伝えるため緊急報道特番となり途中で放送が打ち切られた。ニュースワードランキングのコーナー途中のCMに入った直後に地震が発生。その後CM明けからは安住がヘルメット姿で第一報を伝えた後、報道フロアから地震情報に切り替わった。しかし、23:25を過ぎてもAスタジオにカメラが戻る事はなく、これによりニュースワードランキングの続きとJNNニュース、天気予報、後続番組の『新井恵理那のWeatherニュースキャスター』が全て取りやめとなり23:10過ぎから実質『JNN報道特別番組』に移行。23:30以降もレギュラー番組を急遽休止しTBSテレビでは28:00まで特番体制を敷いた。なお、23:49頃から24:00までは最終ニュース番組である『S☆1』のフォーマットで、25:00から26:30は夕方のニュース番組である『Nスタ』のフォーマットで放送された。このことは翌週の天気予報前の新井への振り部分や翌々週のオープニングでのたけしの発言でも話題にされた。
2021年3月20日は21:00 - 23:18の拡大版で放送された。なお、この日は地下鉄サリン事件の日であったが、別の内容を放送した。
2021年11月27日は日本シリーズ中継延長のため放送開始が翌28日の午前0時20分にずれ込み、番組終了は1時43分となり、安住が「きょう最後まで見てくださった方が私たちの本当のお客さまです。ありがとうございました」と発言して締めくくった。
2022年7月9日は前日（7月8日）に奈良県奈良市内で演説中に銃撃され死亡した第90・96 - 98代内閣総理大臣・安倍晋三関連のニュースを特集するため、『世界・ふしぎ発見!』を急遽休止にした上、1時間早い21:00 - 23:24の拡大版として放送した。なお22:00に改めてオープニングトークを行い、以降は通常の番組構成にて生放送を行った。なおこの編成に伴い、拡大分の21時台は一度もCM（日立提供枠）を挿入せず、21:54の各局別ミニ番組（関東地区は『和心百景』）は23:27 - 23:30に繰り下げて3分縮小、『新井恵理那のWeatherニュースキャスター』は23:24 - 23:27と3分縮小された。
2023年1月7日は番組開始以来無遅刻・無欠席だった安住が新型コロナウイルス感染症罹患による療養のため放送15年目にして初めて欠席。三谷が単独で司会を務めた。コメンテーターは、三雲孝江・菊間千乃・池谷裕二の3名が出演する体制となった。スタジオには日比麻音子（TBSアナウンサー）が地震等の緊急ニュースが入った際に対応するため待機した。
2023年4月22日は、福山雅治と大泉洋が出演する『ラストマン-全盲の捜査官-』の宣伝で出演。番組冒頭で三谷と安住に代わって仕切り、その後もコメンテーター席に座った。
2023年9月16日は、堺雅人が出演する『VIVANT』の宣伝で出演。番組冒頭で安住に代わって仕切り、その後もコメンテーター席に座った。
2023年9月30日は、『杭州アジア競技大会』中継（14:00 - 22:00）の編成に伴い、『Weatherニュースキャスター』は23:18に繰り上がって、当番組は6分縮小、21:54枠番組（『和心百景』）は23:24に移動となる。また『アジア競技大会』との接続はステブレレスとなった。
2023年11月4日は、通常通り22:00開始となったが、直前に放送されていた『プロ野球SMBC日本シリーズ2023第6戦・オリックス vs 阪神』が早く終了したため、試合終了後の21:50頃から、赤坂のスタジオにいる三谷・安住と京セラドーム大阪で解説を担当した槇原寛己・佐々木主浩、プレイヤーズゲストとして出演の中村悠平（東京ヤクルト捕手）とクロストークを行った。そのため、実質放送時間拡大となった。また、『日本シリーズ』との接続は、ステブレレスとなった。
2023年12月16日は、通常通り22:00開始となったが、直前放送の『炎の体育会TV』3時間SP（復活版。19:00 - 22:00）編成により21:54枠番組（『和心百景』）は23:27に縮小移動し、『炎の体育会TV』との接続はステブレレス、そして『Weatherニュースキャスター』は23:24 - 23:27に縮小された。また同時期は大谷翔平投手のロサンゼルス・ドジャース移籍関連報道が入っていたが、当日は裏のテレビ朝日系列で2023 ワールド・ベースボール・クラシック関連番組『憧れを超えた侍たち 世界一への記録』（ドキュメンタリー映画）が20:00 - 22:45枠で放送中であるため、大谷関連情報は22:45以降に後回しされた。

## トラブル
大阪府道の清掃作業での報道
- 2009年4月11日放送回で、大阪府南部を通る国道26号と大阪府道の清掃作業をめぐり、通常実施しない清掃作業を業者に依頼し、国と地方の「二重行政の現場」として報道していたことが、同月25日に判明した。内容は、府の委託で府道を清掃車で掃除していた業者が、国道との交差点の手前で車の回転ブラシを路面から上げて清掃を中断、交差点を渡るとブラシを下げて清掃を再開させるというもの。「国道に差しかかると掃除をやめなくてはならない」「国道が通る交差点は国が掃除することになっているという」とのナレーションも入ったが、実際には業者は通常、効率を考えて国道との交差点もブラシで清掃していた。業者によれば、番組スタッフから「交差点でブラシを止めてくれないと取材にならない」と依頼され、応じたものだという。国土交通省近畿地方整備局が「事実誤認と考えられる」と指摘し、TBSテレビはこれを認め、「行きすぎた表現でした。誤解を与えかねない表現になったことをおわびします」と同番組で謝罪した。一方で広報部は「やらせとは言えないと思う」と説明している[45]。この問題に関連し、橋下徹大阪府知事（当時）は「行き過ぎた表現と言っているが、事実ではないわけだから虚偽だろう。私的流用がなければ裏金じゃないといっている行政の弁明と同じ」と批判した[46]。また、6月5日付で総務省から厳重注意の行政指導を受けた[47]。

細川茂樹のトラブルでの報道
- 2017年12月29日放送の『超豪華！芸能ニュースランキング2017決定版』で、「細川茂樹（俳優）が所属事務所からパワハラを理由に契約解除を告げられた」と報道。しかし細川側が事務所を相手取った仮処分に対する裁判所の決定で自分の主張が認められたのに、放送では言及されず、名誉や信用を侵害されたとBPOに申し立てを行った。申し立てについてBPOの放送人権委員会は2019年3月に「仮処分の決定に言及しないことによって、パワハラ疑惑がより強調された結果となった。公平性や正確性を欠き、放送倫理上の問題がある。」などと指摘したうえで、「TBSも『言葉足らず』であったとして反省を示しているが、その背景には何があるか、検証が求められる」とした。この見解についてTBSは「見解を真摯に受け止め、今後の番組づくりに活かしてまいります」とするコメントを発表した[48][49]。また、2019年3月16日放送回の番組内でも、安住が経緯の説明と謝罪を行った。

新型コロナウイルスでの報道
- 2020年2月1日放送回で新型コロナウイルスに関するニュースを取り上げた際、感染者が確認された都道府県の地図テロップを表示した時に誤って和歌山県(最初の感染者が確認されたのは2月13日)も対象に入れた映像が流れた。番組中に訂正が行われなかったため、和歌山県はTBSテレビに抗議すると共にTwitterの防災用アカウントで「誤報であり、事実と異なる」と否定。TBSテレビも番組ホームページ上に謝罪文を掲載した[50]。
- 同年2月22日放送回でも番組冒頭で新型コロナウイルスに関するニュースを取り上げた際、感染者が確認された都道府県を赤く塗った地図のボードを使用したが、感染者が確認された熊本県と感染者が確認されていない宮崎県を取り違えたものを使用した。メインキャスターの安住が番組中に訂正をするとともに、1か月間に2回都道府県を間違えるミスをしたため、スタッフに厳しく聴取を行ったことも述べた[51]。

ビートたけし襲撃未遂事件
- 2021年9月4日午後11時40分頃、TBS放送センターの敷地内で、当番組生放送終了後にたけしが乗った車のフロントガラス等がつるはしによって数回叩かれる事件が発生した。警備員の通報により駆け付けた警視庁赤坂警察署の署員により千葉県在住の40歳代男の身柄を確保。その際男は刃渡り約10cmの小刀を所持していたため銃砲刀剣類所持等取締法違反の現行犯で逮捕された。尚、たけしとその同乗者達に怪我はなかった[52]。

逮捕された男は警察の取り調べに対して「（同年）6月下旬にも同じ場所でたけしの車を待ち伏せて芸能界に入りたくて車に土下座してお願いしたが、無視された」などと供述しているという。
安住は翌日TBSラジオで生放送された『安住紳一郎の日曜天国』の番組冒頭で事件概要について説明した。
翌週（9月11日）放送の当番組冒頭で、たけしが事件について言及し「もうなんかよくある映画のワンシーンみたいな感じだったね。実際はやっぱり映画でアメリカのアクション映画で見るのと同じような感じだと思う」と回想。また「人間怖いのは、運転手がいるのに自分のことしか考えていない。どうやって逃げようかばかり考えていた。戦争に行って、生きるか死ぬかの世界」などと発言した。
この影響で天気予報が暫くの間別スタジオからの放送となった。

## 特別番組

### 情報7daysニュースキャスター B面
TBS系列26局（この特番はローカルセールス枠のため、毎日放送と琉球放送では非ネット）で2011年6月26日0:30 - 1:30（JST、25日24:30 - 25:30）に通常の本編と同じく生放送された。
出演者
- ビートたけし
- ガダルカナル・タカ
- 水道橋博士（浅草キッド）
  - 安住・三雲・渡辺・齋藤は直接出演はしなかったが、番組中は前日放送された本編の映像素材をそのまま使用したためワイプには映っていた。また、コメンテーター席には安住を除く3人に似せた人形が置かれた。

内容
- 番組の流れは本編の番組進行とほぼ同じであり、オープニング→ビートたけしのオープニングトーク→今週のニュース→たけしの三面記事新聞→芸能コーナー→天気予報といった流れであった。また、どのコーナーも通常版では言えないまたはありえない少し過激な内容となっていた。特に天気予報の場面では当日放送の本編での松本の映像を合成して水着姿にして映していた。
- 今週のニュースと芸能コーナーは前述の通り当日の本編の映像素材をそのまま使って画面左下に大きくワイプ表示して、その映像を見ながら3人がいろいろとトークする形であった。

備考
- 番組内では通常放送の本編のことを「A面」と呼んでいる。
- 番組ロゴは「A面」と同じものの右上に「B面」の赤いゴシック文字を入れたもの。
- 前番組である『S☆1』からはステブレなしでそのままスタートした。
- オープニングCGは通常放送のものを基調としつつ背景は深夜をイメージして満月や星を用いていた。また、右下に「side_B」と表示。草原に大きなカレンダー（表紙には「2011 NEWS Caster side_B」と書かれている）が登場し、（暦日上の）放送日6月26日の「26」の数字に「N」のロゴが突き刺さりタイトルが現れていた（A面では土曜日が右端にあるカレンダーが表示されるが、『B面』は日曜日放送のため日曜日が右端にあるカレンダーを用いていた）。また、オープニングCG最後の部分はA面ではカラーのままだが、『B面』ではカラーから白黒のモノトーンに変化する（「B面」の赤のロゴ部分を除く）。

### たけし&安住が贈る!伝説の芸能60年史
- 2015年12月26日の21:00 - 23:18に放送。
- TBSが開局した1955年から2015年までの世間を騒がせた芸能ニュース60年分の歴史を振り返る内容で、セットも当番組のものを使用したが、放送自体は事前収録であった。

### 情報7daysニュースキャスター　年末拡大SP
- 2016年からは毎年12月29日（曜日問わず）に、『新・情報7daysニュースキャスター 超豪華!芸能ニュースランキング201x決定版』と題して時間を拡大して放送。内容は『伝説の芸能60年史』と同じように世間を騒がせた一年の芸能ニュースを振り返るのもの。2018年以降はサブタイトルを毎年変更し、芸能以外のニュースも取り上げる形式に変更。当日が29日に関わらず最終土曜日に固定し、その年の最終放送としている。「ニュースワードランキング」を中心に通常通り「7DAYS REPORTS」、「ビートたけしの刮目NEWS」「天気予報」も放送。ただし「JNN NEWS」は割愛されている。
- 2018年10月27日は10月13日に放送開始から10周年を迎えたことを記念して、21:00 - 23:18に10周年記念スペシャルを放送。21時台は、番組開始から取り上げてきたニュース（一部のニュースは現在の近況も紹介）や「ビートたけしの刮目NEWS」の特別版として番組で起こったハプニングが紹介され、22時からは通常の編成で放送された。
- 2021年から2023年は最終放送の放送時間を拡大せず通常の編成で放送されたが、2024年12月28日の放送は『情報7daysニュースキャスター　2024年ニュースの主役ランキング!』として4年ぶりに年末拡大SPが放送された。